# Las Żernicki
Las Żernicki – las w Gliwicach.

## Historia

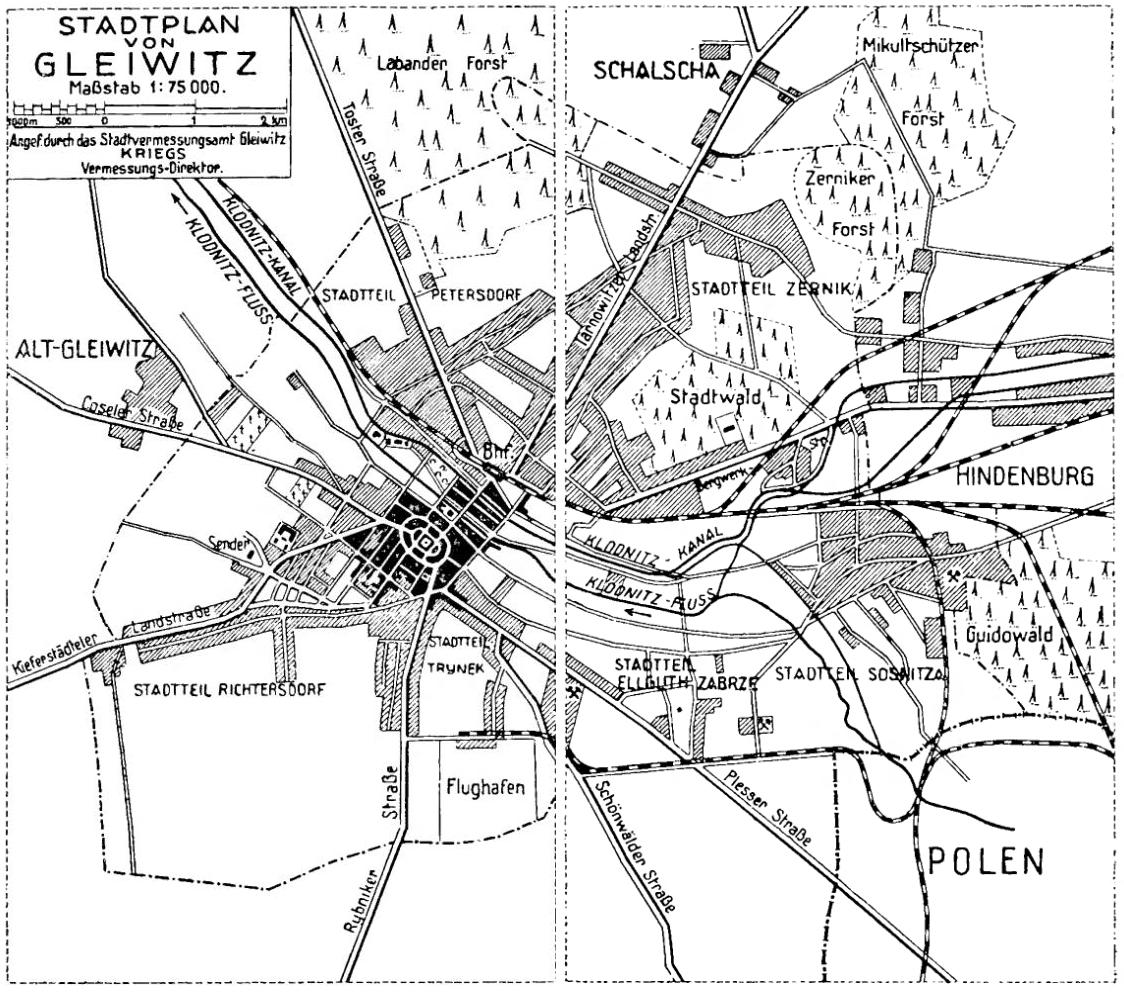
Na mapie z 1929 jako Zerniker Forst

Las na tym terenie jest zaznaczony na mapie z 1736 roku.
Archiwum rejencji opolskiej z lat 1814-17 wspomina, że lasy miejskie Gliwic składały się z trzech obwodów: Siorek, Stary Las i las Żernicki. W lesie odbywały się ćwiczenia powstańców śląskich.